# Japurá (Amazonas)
Japurá é um município brasileiro no interior do estado do Amazonas, Região Norte do país. Pertencente à Mesorregião do Norte Amazonense e microrregião homônima. De acordo com estimativas do Instituto Brasileiro de Geografia e Estatística (IBGE), sua população é de 9 397 habitantes em 2024, o que faz do município o menos populoso do estado.

## Etimologia
O município recebe esse nome devido ao rio Japurá, afluente do rio Solimões e um dos mais importantes rios do estado. O rio Japurá atravessa todo o território do município de um extremo ao outro, apresentando uma largura de 2 quilômetros. Suas águas são límpidas, contrastando com as do rio Solimões, que se apresentam de maneira barrenta.

## História
A História de Japurá tem origens voltadas ao século XVIII.
Entre 1764 e 1768, foram fundadas na atual região de Japurá as aldeias de São Matias, Santo Antônio Mapiri e São Joaquim do Macapiri. Neste período, os índios muras habitavam a região, e sua pacificação só se deu a partir de 1775. Os portugueses, após a pacificação dos índios Muras, passaram a povoar o território, com a presença principalmente de diversos missionários católicos jesuítas, que consolidaram o dominío da Coroa portuguesa sobre a região do extremo norte do Amazonas, à época Grão-Pará e Maranhão.
Com a fundação das aldeias de São Matias, Santo Antônio do Mapiri e São Joaquim do Macapiri, a região do atual município de Japurá era pertencente ao município de Tefé, que à época congratulava-se como o maior município do mundo em área territorial, superior aos 500.000 km². Durante todo o século XIX, Japurá permanece como uma localidade do município de Tefé, mesmo com este perdendo parte de seu território e dando origem a diversos municípios. A partir da década de 1930, o Amazonas passa a criar inúmeros municípios em seu território, sendo que os municípios de Coari, Fonte Boa, São Felipe (atual Eirunepé), São Paulo de Olivença e Xibauá (atual Carauari), são originados com o desmembramento de Tefé. Assim sendo, Tefé passa a ter em sua estrutura administrativa apenas três distritos: Japurá, Maraã e Caiçara.
Em 19 de dezembro de 1955, através da Lei Estadual nº 96, o distrito de Maraã é desmembrado de Tefé, dando origem a dois novos municípios: Maraã e Japurá.

### Pós-emancipação
Por ser um município fronteiriço, fazendo limites territoriais com a Colômbia, Japurá é enquadrada como Área de Segurança Nacional em 4 de junho de 1968, por força da Lei Federal nº 5.449. Em 10 de dezembro de 1981, o distrito de Vila Bittencourt, em Japurá, é emancipado e o município perde parte de seu território para este. Entretanto, tempos depois, Vila Bittencourt perde o status de município e volta a pertencer a Japurá, até os dias atuais.

## Geografia
Localiza-se a uma latitude 01º49'34" sul e a uma longitude 66º35'56" oeste, estando a uma altitude de 50 metros. Sua população estimada em 2014 era de 5 599 habitantes. Ponto logístico estratégico, situado entre as bacias do rio Negro e Solimões, formando uma ligação importante, podendo ser explorado futuramente para desenvolvimento da região.
Possui uma área de 55.791,480 km².

## Infraestrutura

### Saúde
O município possuía, em 2009, 6 estabelecimentos de saúde, sendo todos estes públicos municipais ou estaduais, entre hospitais, pronto-socorros, postos de saúde e serviços odontológicos. Neles havia 5 leitos para internação. Em 2014, 98,7% das crianças menores de 1 ano de idade estavam com a carteira de vacinação em dia. Em 2015, foram registrados 169 nascidos vivos, ao mesmo tempo que o índice de mortalidade infantil foi de 11,8 óbitos de crianças menores de cinco anos de idade a cada mil nascidos vivos. No mesmo ano, 27,8% das crianças que nasceram no município eram de mães adolescentes. Cerca de 96,9% das crianças menores de 2 anos de idade foram pesadas pelo Programa Saúde da Família em 2014, sendo que 0,2% delas estavam desnutridas.
Até 2009, Japurá não possuía nenhum estabelecimento de saúde especializado em cirurgia bucomaxilofacial, obstetrícia, pediatria ou traumato-ortopedia. Dos 6 estabelecimentos de saúde, nenhum deles era com internação. Até 2015, havia 5 registros de casos de HIV/AIDS. O número de casos de doenças transmitidas por mosquitos e insetos foi de 7, em 2012, sendo a principal delas a leishmaniose.